# Denis Marconato
Denis Marconato, född 29 juli 1975 i Treviso, Italien, är en italiensk basketspelare som tog OS-silver 2004 i Aten. Detta var Italiens  första medalj på 24 år i herrbasket vid olympiska sommarspelen. 2003 tog han med landslaget brons vid basket-EM i Sverige. Han deltog även i baskettävlingarna vid olympiska sommarspelen 2000 i Sydney. Han har spelat för både FC Barcelona Bàsquet och San Sebastián Gipuzkoa BC.